# Hucknall
Hucknall is een plaats in het bestuurlijke gebied Ashfield, in het Engelse graafschap Nottinghamshire. De plaats telt 29.188 inwoners.

## Geboren
- Paris Lees, Britse journaliste en activist